# Georgi Iwanowitsch Tschelpanow

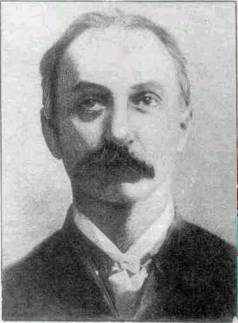
Georgi Iwanowitsch Tschelpanow

Georgi Iwanowitsch Tschelpanow (russisch Георгий Иванович Челпанов, wiss. Transliteration Georgij Ivanovič Čelpanov; * 16. Apriljul. / 28. April 1862greg. in Mariupol; † 13. Februar 1936 in Moskau) war der Begründer der ersten russischen Forschungseinrichtung der experimentellen Psychologie, Logiker und Philosoph.

## Leben
Tschelpanow studierte bis 1887 in Odessa an der historisch-philologischen Fakultät der Neurussland-Universität. 1890 erhielt er eine Assistenzprofessur an der Staatlichen Universität in Moskau. Zwischen 1897 und 1907 war er Professor an der St.-Wladimir-Universität in Kiew und im Anschluss war er als Professor an der Universität Moskau tätig und leitete dort das Institut für Philosophie. 1914 gründete er das Psychologische Institut der Universität Moskau. Eine Mitarbeiterin war Sofija Beljajewa-Eksempljarskaja.

## Wirken als Logiker
Vor der Oktoberrevolution verfasste Tschelpanow ein „Lehrbuch der Logik“ für Oberschulen, worin die traditionelle Logik beschrieben wurde. Bis 1918 erschienen zehn Auflagen. Nach einer 1946 gestellten Frage der Ausbildung in traditioneller Logik wurde sein Lehrbuch mit einigen Kürzungen und Korrekturen in einer Auflage von 100.000 Exemplaren neu gedruckt. Tschelpanow betrachtete die Logik als die Wissenschaft von Gesetzen, die auf dem korrekten Denken aufbaut. Dabei vertrat er die Auffassung, dass es nicht die Problemstellung der Logik sei, neue Wahrheiten zu entdecken. Es sei vielmehr ihre Aufgabe, bestehende Wahrheiten zu beweisen und Regeln zu erstellen, mit denen logische Fehler vermieden werden können.
In der Einleitung seines Logiklehrbuchs wird der Leser zuerst mit der Charakteristik der Formen des Denkens bekannt gemacht. Er setzt das Wort „Begriff“ gleich mit den Begriffen „Bezeichnung“ und „Terminus“, wobei sich auf jeweils unterschiedliche Gegenstände oder Klassen von Gegenständen bezogen wird. Das „Urteil“ wird bei ihm als Vereinigung von Begriffen definiert. Im Urteil wird etwas Falsches oder Wahres behauptet. Er weist allerdings darauf hin, dass das Urteil sich nicht immer auf Gegenstände der Realität bezieht.
Das Wesen der Gesetze wird genau beschrieben. Er sieht das Ziel der Gesetze darin, zu zeigen, wie das Denken erfolgen muss, wenn es zum Erreichen der Wahrheit führen soll. Für ihn ist der Identitätssatz nicht als ein Gesetz des Denkens, sondern ein Gesetz des Seins: Jeder Gegenstand ist das, was es ist. Es sagt, dass ein logischer Gedanke nicht realisiert würde, wenn jemand, nachdem er ausgesagt hat, dass A gleich B ist, aber bei der Wiederholung dieses Urteils nicht mehr an A denkt, sondern einen anderen Bezug nimmt.
Der „Schluss“ wird bei ihm als Ableitung eines Urteils aus anderen Urteilen definiert. Er bezeichnet den „Syllogismus“ als eine Schlussform, in der aus zwei Urteilen notwendig ein drittes folgt, wobei eines der zwei gegebenen Urteile allgemein bejahend oder allgemein verneinend ist. Tschelpanow kritisiert John Stuart Mill, weil dieser die Rolle der Deduktion unterschätzt. Weiterhin lehnt er Stuarts Auffassung ab, der Syllogismus zeige nichts Neues. Nach Tschelpanow stehen bei der Formulierung des Obersatzes nicht jenes Individuum und jene Eigenschaft im Mittelpunkt der Aufmerksamkeit, auf die sich im Untersatz bezogen wird.
Die „Induktion“ definiert er als einen Denkprozess, durch den über das ein Schluss gezogen wird, was in einem Spezialfall oder in Spezialfällen wahr sein wird, sowie in allen Fällen, die den vorausgehenden ähnlich sind. Im Kapitel über die Methoden der Induktion führt er die Methode der Übereinstimmung, die Methode des Unterschieds, die Methode der Reste und die der begleitenden Veränderungen auf. Das Lehrbuch endet mit der Behandlung der Hypothese, der Klassifikation, der Analogie, des Beweises und der logischen Fehler.

## Philosophische Auffassungen
In Moskau ist er der Begründer der Schule der introspektiven Psychologie in Russland und baut eine Einrichtung zur Erforschung dieser Disziplin auf, deren Leiter er von 1912 bis 1923 ist. Er wird durch die Psychologen Pawel Petrowitsch Blonski und Konstantin Nikolajewitsch Kornilow kritisiert, die seine dem Idealismus verbundenen Auffassungen kritisieren.
In seinen philosophischen Auffassungen steht er dem Neukantianismus nahe. Tschelpanow vertrat eine dualistische Theorie des „empirischen Parallelismus“. Darin vertritt er die Thesen, nach der die psychischen und physischen Erscheinungen gleichzeitig, parallel und unabhängig voneinander existieren. Die physischen Erscheinungen, behauptet er, besitzen keine materiellen Ursachen, sondern gehen von einer ganz besonderen Quelle, dem Willen, der Seele und in letzter Instanz aus der göttlichen Vorstellung hervor, da die Gottesidee im Bewusstsein des Menschen primär existiert, obgleich sie zuweilen auch keine klare Form annimmt (1).
In seiner in Kiew 1898/1899 gehaltenen Vorlesung vertrat er die Auffassung, dass „der Raum ebenso so subjektiv wie die Laute und die Farben“ sei und die Zeit lediglich in unserem Bewusstsein existieren würde (2). Im Kampf gegen den Materialismus und in seinen neukantianischen Vorstellungen treten bei Tschelpanow fideistische Behauptungen auf, nach denen „das Gebiet des Wissens und das Gebiet des Glaubens einander nicht feind“ sind (1).

## Werke
- (1) Wwedenije w philosofiju (Einführung in die Philosophie), Kiew 1907, S. 513 (reprint: Moskau, 2009)
- (2) Mozg i Duscha, Moskau 1912, S. 185 und 198 (reprint: Moskau, 2009)
- Utschebnik logiki, 1897 (reprint: Moskau, 1994)
- Gehirn und Seele, 1900 (russ.)
- Das Problem der Raumwahrnehmung im Zusammenhang mit der Lehre von Apriorität und Angeborenheit, 1896–1904 (russ.)
- Uschebnik psychologi, 1905–1906
- Wwedenije w eksperimentalnuju psychologiju (Einführung in die experimentelle Psychologie), 1915